# Natalija Pyhydová
Natalija Pyhydová (ukrajinsky: Наталія Пигида; * 30. ledna 1981, Nova Kachovka) je ukrajinská atletka, sprinterka, jejíž specializací je běh na 400 metrů.

## Kariéra
Jejím prvním mezinárodním úspěchem bylo druhé místo v běhu na 400 metrů na evropském halovém šampionátu v Turíně v roce 2009. Krátce poté však měla pozitivní dopingový test a následoval dvouletý zákaz startů. V roce 2013 byla členkou ukrajinské štafety na 4 × 400 metrů, která skončila na mistrovství světa v Moskvě ve finále pátá. Životním úspěchem se pro ni stal titul halové mistryně Evropy na 400 metrů v Praze v březnu 2015.